# Ізабелла Карле
Ізабелла Гелен Лугоскі, у шлюбі Карле (англ. Isabella Karle; 2 грудня 1921 — 3 жовтня 2017) — американська хімікиня. Займалася розробкою методів отримання хлориду плутонію із суміші, що містить оксид плутонію. За свою наукову роботу Карле отримала медаль Гарвана-Оліна, премію Грегорі Аміноффа, медаль Бенджаміна Франкліна, національну медаль науки і нагороду за заслужену цивільну службу ВМФ (що є найвищою формою визнання військово-морським флотом цивільних працівників).

## Раннє життя

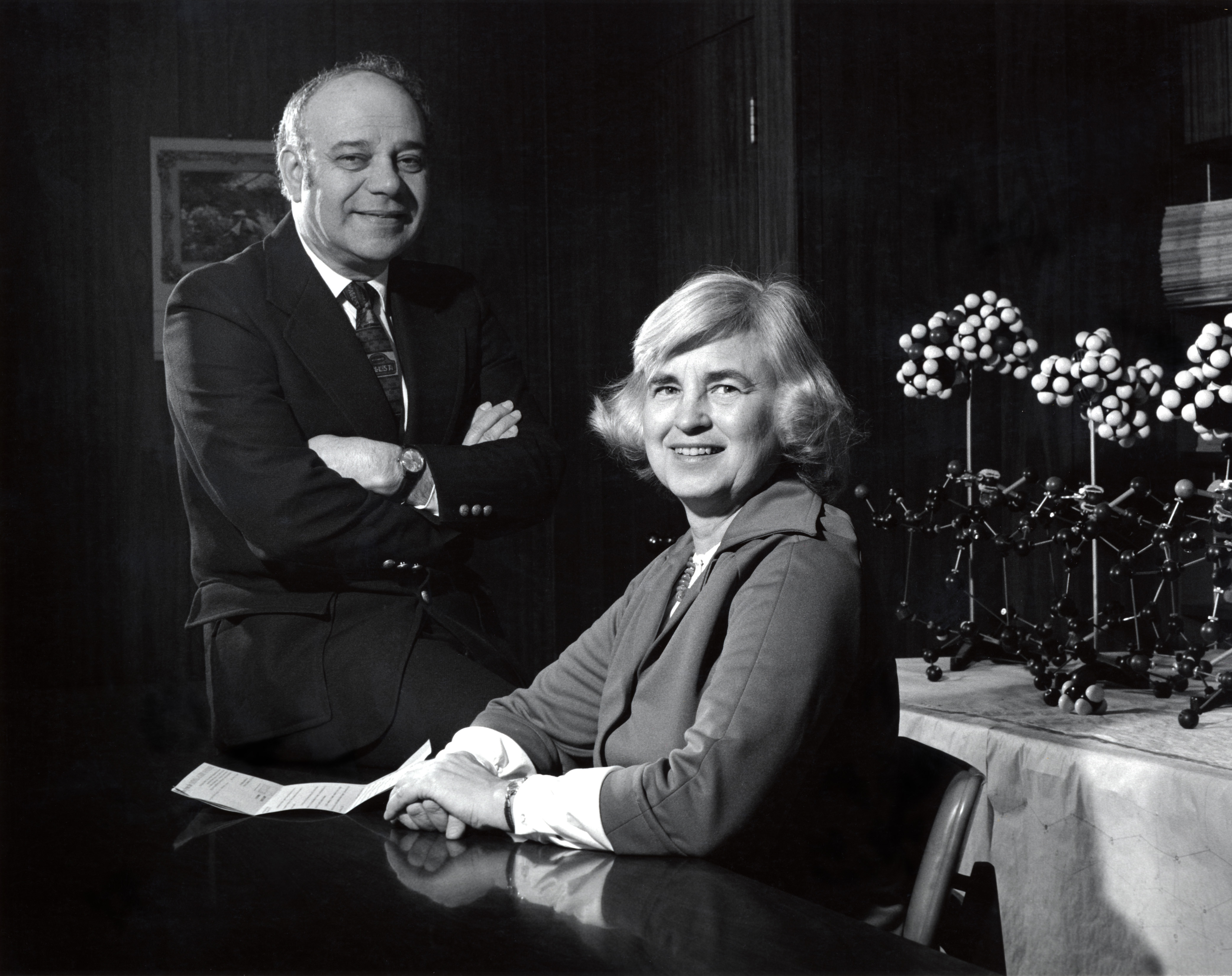
Ізабелла і Джером Карле в Американській військово-морській дослідницькій лабораторії, де вони працювали багато років

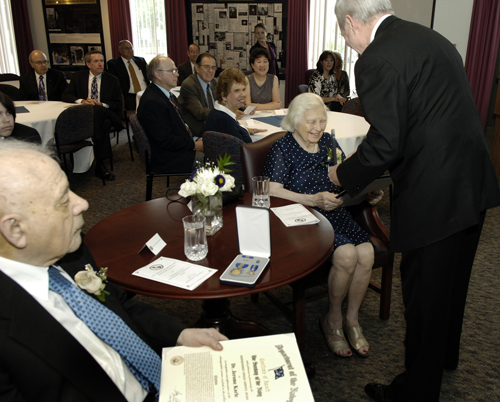
Ізабелла (сидить по центру) і Джером Карле (ліворуч) на церемонії виходу на пенсію 2009 року

Народилася 2 грудня 1921 року в Детройті, штат Мічиган, у сім'ї іммігрантів з Польщі. Ізабелла навчалася в місцевих державних школах. Отримала повну стипендію на навчання в Мічиганському університеті, де вивчала фізичну хімію і здобула ступінь бакалавра наук у 19 років, потім магістра наук і кандидат наук. Під час дипломної роботи познайомилася з науковим співробітником Джеромом Карле, з яким пізніше одружилася.

## Кар'єра
Ізабелла Карле працювала над проєктом Мангеттен під час Другої світової війни, де розробила методику отримання хлориду плутонію з суміші, що містить оксид плутонію.
Після закінчення війни вона працювала у дослідницькій лабораторії Військово-морського флоту США (NRL). У NRL її чоловік розробив «прямі методи» для аналізу структури кристалів. Проте протягом багатьох років кристалографічна спільнота була скептично налаштована щодо їхньої корисності. Ізабелла Карле була першою з учених, яка застосувала цей метод. Вона розробила символічну процедуру додавання, яка пов'язує теоретичний апарат «прямого методу» і фактичні дані рентгенівської дифракції. Цей метод розширив область рентгенівської кристалографії, дозволивши визначити структуру кристалів. Ця техніка відіграла важливу роль у розробці нових фармацевтичних продуктів та інших синтезованих матеріалів.
У 1985 році чоловік отримав Нобелівську премію з хімії разом з математиком Гербертом А. Гауптманом за розробку прямих методів аналізу рентгенівських дифракційних даних. Джером Карле і багато інших кристалографів твердо вірили, що Ізабелла Карле повинна була теж бути нагороджена премією.
Карле отримала багато нагород. Вона була обрана до Національної академії наук (1978) та Американської академії наук і мистецтв (1993). Отримала Національну медаль наук (1995), різні нагороди та вісім почесних докторантів.
31 липня 2009 року Карле з чоловіком звільнилися з дослідної лабораторії. На церемонії виходу на пенсію подружжя Карле брав участь секретар військово-морського флоту Сполучених Штатів Рей Мабус, який подарував парі нагороду за заслужену цивільну службу ВМФ, яка є найвищою формою визнання військово-морського флоту цивільними працівниками.

## Смерть
Ізабелла Карле померла 3 жовтня 2017 року в госпісі в Александрії, штат Вірджинія .

## Особисте життя
У шлюбі з Джеромом Ізабелла Карле народила трьох дочок, всі працювали в наукових галузях:
- Луїза Карле (1946 р.) — теоретична хімія
- Жан Карле (1950) — органічна хімія
- Мадлен Карле (1955) — музейна спеціалістуа з досвідом у галузі геології.

## Нагороди
- Медаль Гарвана-Оліна (1976)
- Премія контр-адмірала Вільяма С. Парсонса (1988)
- Премія Грегорі Аміноффа (1988)
- Медаль Бенджаміна Франкліна (1993)
- Національна медаль наук (1995)
- Премія за заслужену цивільну службу ВМФ (2009)